# Ваља Черулуј (Бихор)
Ваља Черулуј (рум. Valea Cerului) насеље је у Румунији у округу Бихор у општини Суплаку де Баркау. Oпштина се налази на надморској висини од 193 m.

## Становништво
Према подацима из 2002. године у насељу је живело 444 становника.

### Попис2002.
| Расподела становништва по националности 2002.‍ | Расподела становништва по националности 2002.‍ | Расподела становништва по националности 2002.‍ | Расподела становништва по националности 2002.‍ | Расподела становништва по националности 2002.‍ |
| --------------------------------------------- | --------------------------------------------- | --------------------------------------------- | --------------------------------------------- | --------------------------------------------- |
|                                               |                                               |                                               |                                               |                                               |
| Румуни                                        | Румуни                                        |                                               | 13                                            | 3,0%                                          |
| Словаци                                       | Словаци                                       |                                               | 427                                           | 97,0%                                         |